# یورگن فوگل
یورگن پیتر فوگل (به آلمانی: Jürgen Vogel) (زاده ۲۹ آوریل ۱۹۶۸) بازیگر، خواننده، فیلم‌نامه‌نویس و تهیه‌کننده آلمانی است.

## فیلم‌شناسی
فهرست برخی فیلم‌هایی که او در آنها به ایفای نقش پرداخته‌است:
- شب خاموش (۱۹۹۵)
- خداحافظ لنین (۲۰۰۳)
- فرد کجاست؟ (۲۰۰۶)
- موج (۲۰۰۸)
- تندباد (۲۰۱۳)
- استریو (۲۰۱۴)
- طاووس (۲۰۲۳)